# Štítovka jelení
Štítovka jelení (Pluteus cervinus) je jedlá houba patřící do čeledi štítovkovité. Klobouk má v mládí zvoncovitý až polokulovitý, šedohnědé, hnědé až černohnědé barvy. Roste od května do listopadu.

## Vědecká synonyma
- Agaricus atricapillus Batsch[1]
- Agaricus cervinus Schaeff.[1]
- Agaricus cervinus var. bullii Cooke[1]
- Agaricus curtisii Berk. & Broome[1]
- Agaricus pluteus Batsch[1]
- Agaricus pluteus var. pluteus Batsch[1]
- Agaricus pluteus ß rigens Pers.[1]
- Hyporrhodius cervinus (Schaeff.) Henn.[1]
- Pluteus atricapillus (Batsch) Fayod[1]

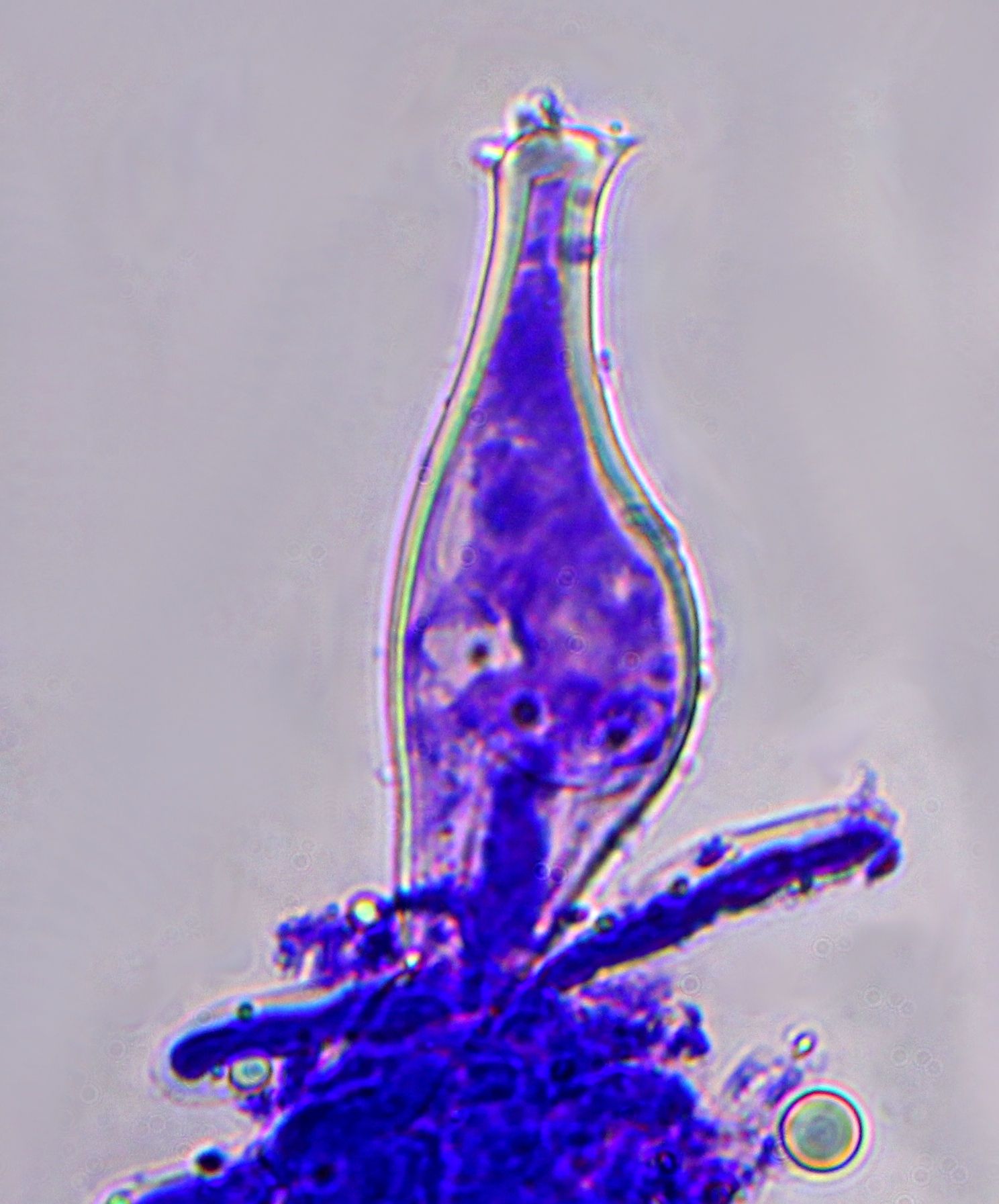
Cystidia v netypickém zobrazení

- Pluteus bullii Berk. ex Rea[1]

## Vzhled
Klobouk je 40-120 mm široký, šedohnědý, hnědý až černohnědý. V mládí zvoncovitý až polokulovitý, později vyklenutý až téměř plochý. Uprostřed s nepatrným hrbolem, na okraji hladký nebo trochu rýhovaně zvrásněný.
Lupeny jsou 8-15 mm vysoké, husté, tenké a měkké, od třeně odsedlé, zprvu bílé, později masově růžové.
Třeň je válcovitý, dlouhý 60-120 mm a tlustý 10-15 mm, na bělavém podkladě černohnědě vláknitý. Dužnina je měkká, bílá, pach má zemitý či ředkový. 
Výtrusy jsou 8-9x5-6 µm velké, hranatě okrouhlé, hladké. Výtrusný prach je masově růžový.
V hymeniu jsou vyvinuty lahvicovité cystidy, které jsou na vrcholu ukončené zpravidla třemi zašpičatělými a zahnutými háčky.

## Výskyt
Roste hojně, většinou jednotlivě, od května do listopadu na tlejících pařezech a kmenech různých listnáčů, ale i na pilinách a kůře.

## Zajímavosti
Štítovka jelení je jedlá houba, sama o sobě je chuťově málo výrazná, a proto se doporučuje přidávat do směsí s jinými houbami, kde její chuť lépe vynikne. Vzhledem k tomu, že roste od května až do pozdního podzimu, oceníme její dostupnost v údobí, kdy jiné houby nerostou.
Štítovka jelení není uvedená v seznamu tržních hub ČSN a nesmí se prodávat na trhu.

## Možná záměna
Štítovka černolemá (Pluteus atromarginatus) má tmavší klobouk, až černohnědý. Lupeny mají černá ostří. Růst zahajuje na o něco později, a to na pařezech, kmenech a kořenech jehličnatých stromů. 
Štítovka vrbová (Pluteus salicinus) se od štítovky jelení pozná podle šedého, zelenošedého až modrošedého klobouku, který je na středu jemně šupinkatý. Třeň má podobné zbarvení.

## Galerie

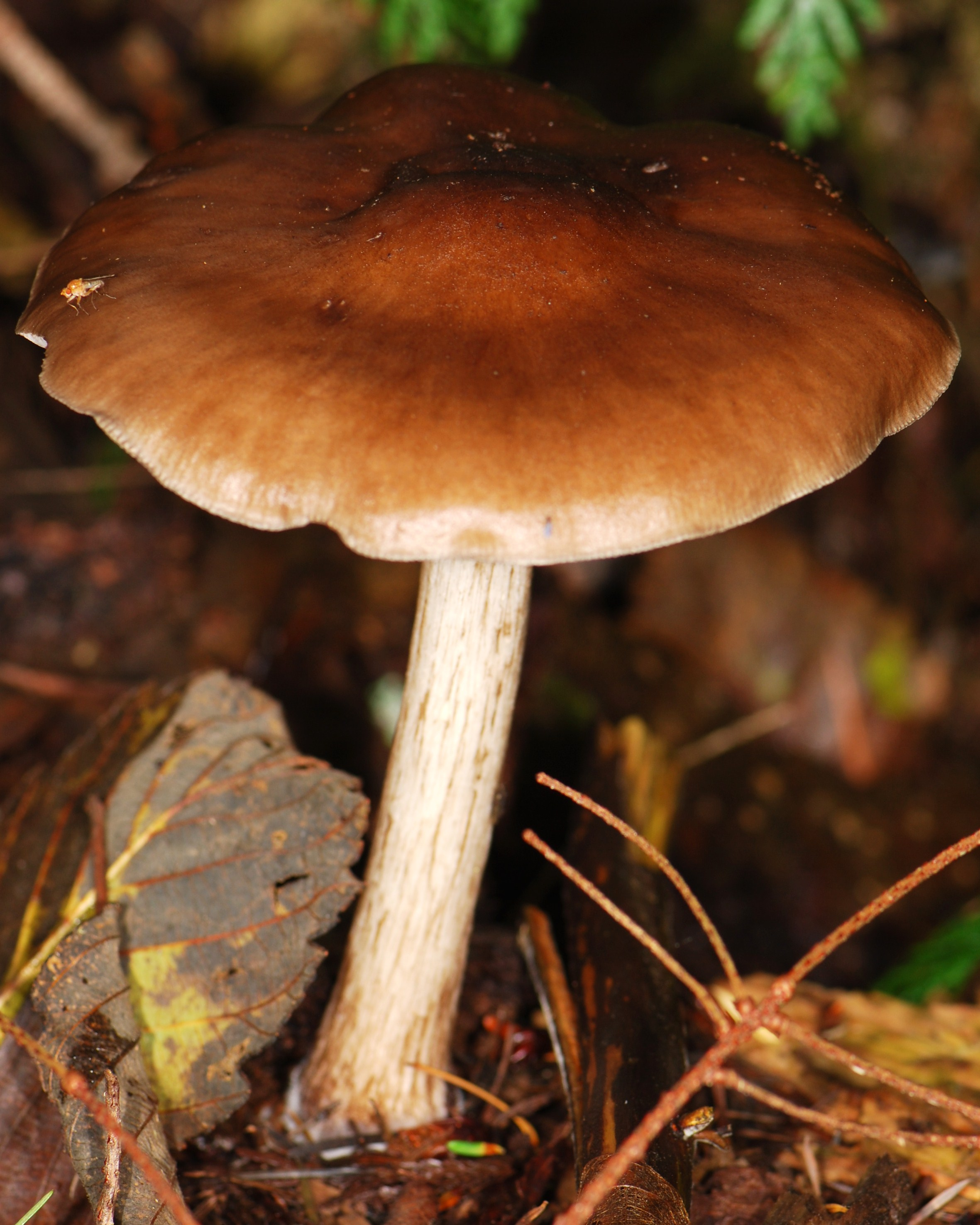
Vzrostlá P. cervinus
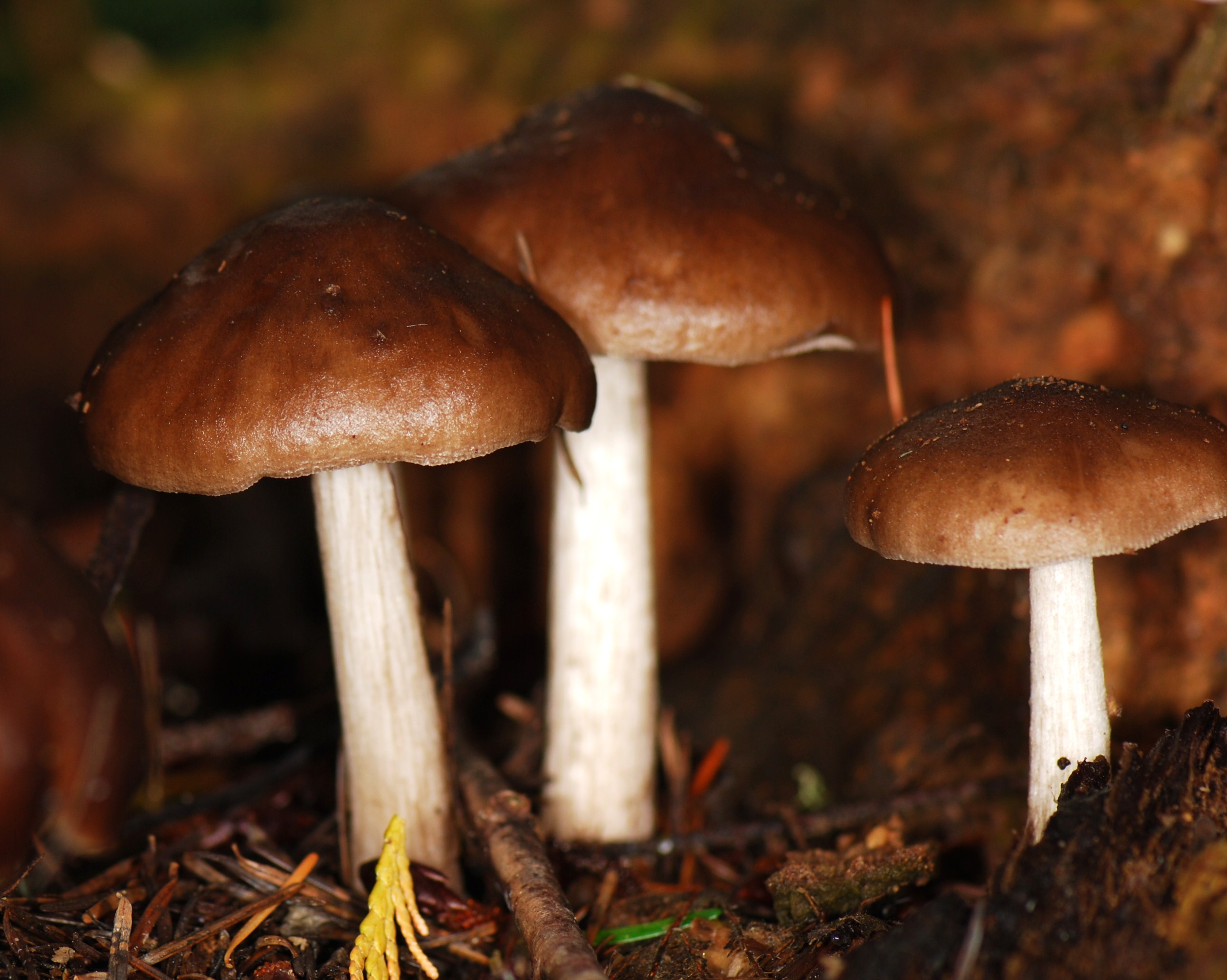
Mladé P. cervinus
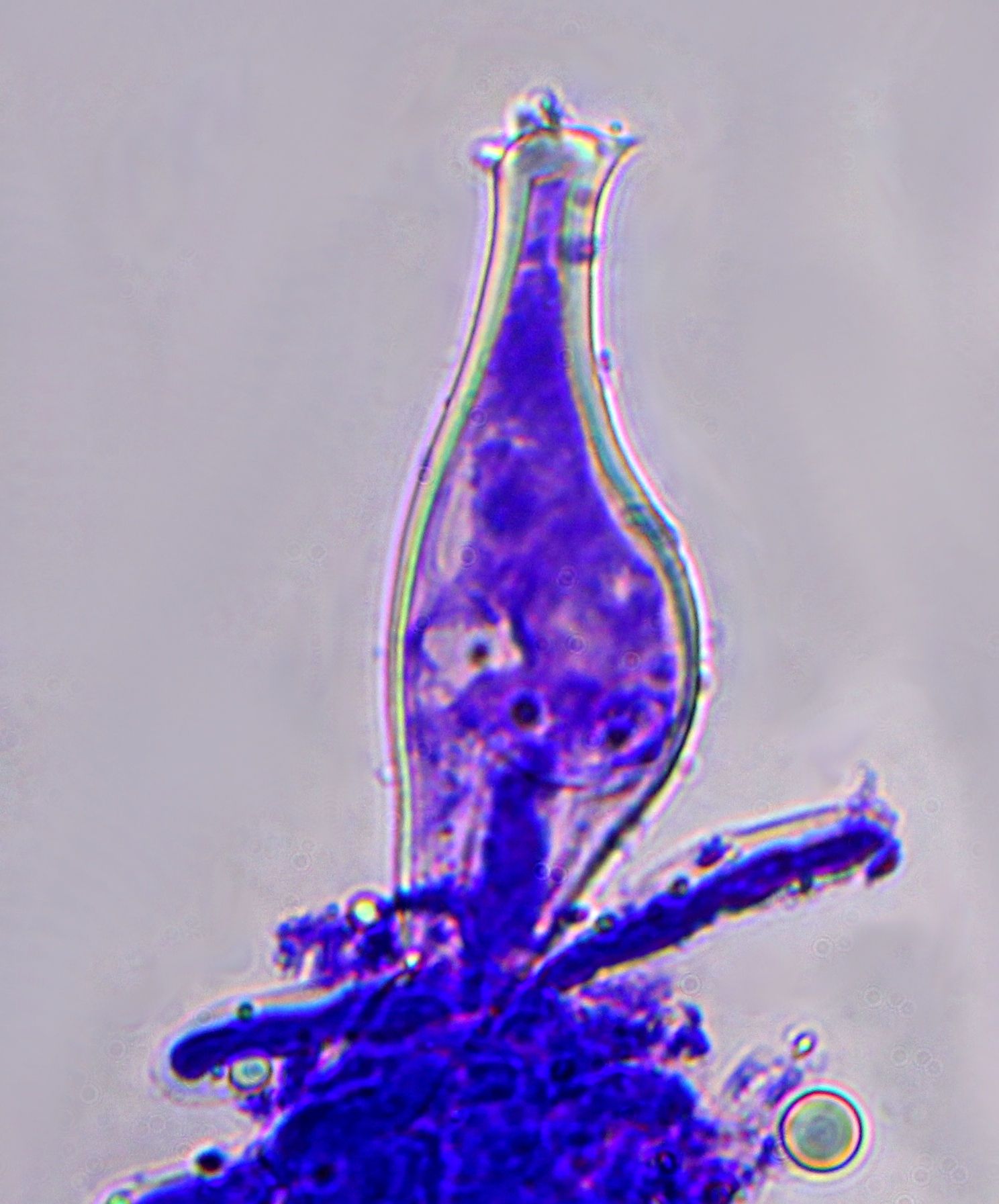
Cystidia v netypickém zobrazení
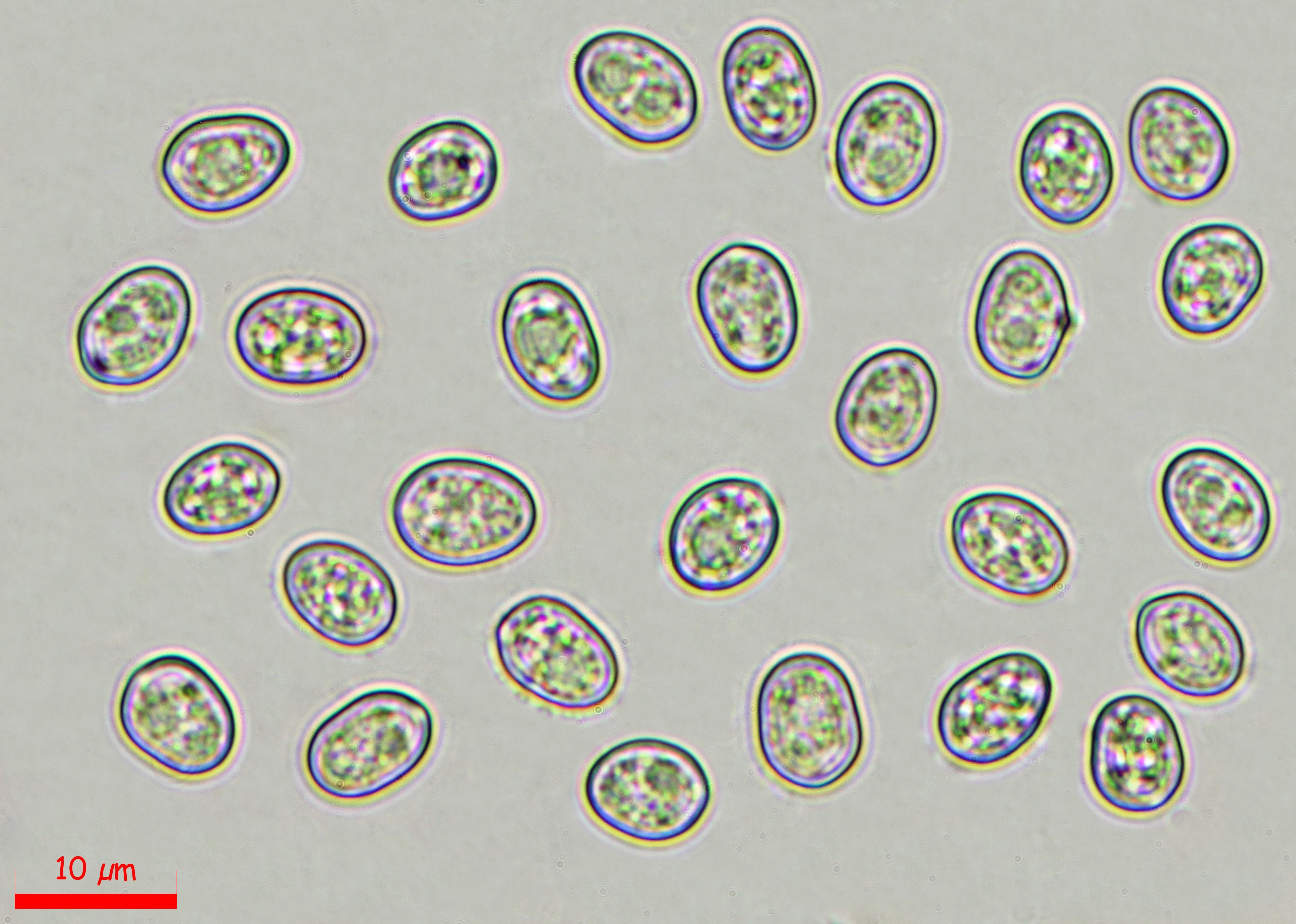
Výtrusy štítovky jelení
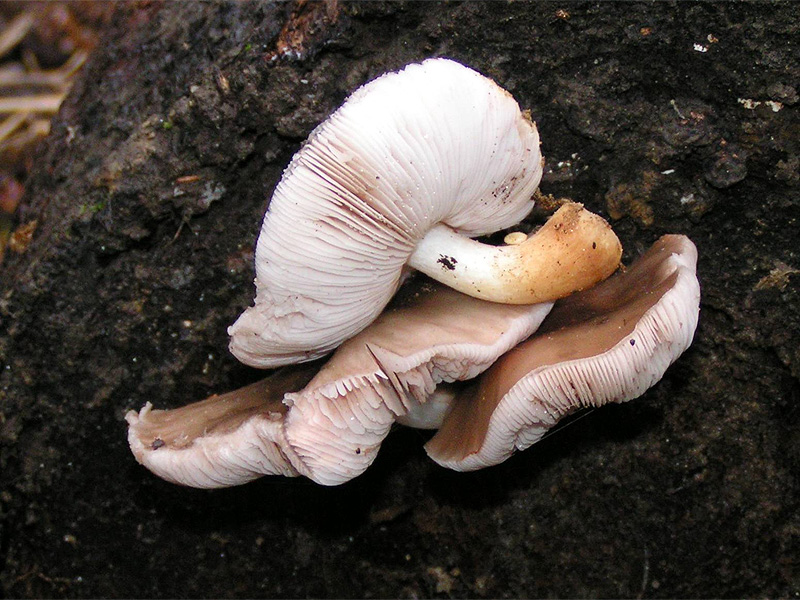
Pluteus cervinus